# Quéreas
Quéreas (en griego antiguo: Χοιρέαι, romanizado: Choiréai) es el nombre de una antigua demos en la isla de Eubea, Grecia. Se encontraba en la costa, en el territorio de Eretria.
Durante las guerras greco-persas, fue el lugar de desembarco de los persas, siendo ocupada, junto con las poblaciones de Taminas y Egilia, en el año 490 a. C., desde donde organizaron el ataque a Eretria.